# Малая Гремячая (село)
Малая Гремячая (укр. Мала Грем'яча) — село, Поповский сельский совет, Миргородский район, Полтавская область, Украина.
Код КОАТУУ — 5323286003. Население по переписи 2001 года составляло 31 человек.

## Географическое положение
Село Малая Гремячая находится в 4-х км от правого берега реки Хорол. По селу протекает небольшая река, выше по течению которой на расстоянии в 1,5 км расположено село Великая Гремячая. На расстоянии в 1 км расположено село Поповка. К селу примыкает лесной массив (дуб).